# أورلاندو غراي ويلز
أورلاندو غراي ويلز (بالإنجليزية: Orlando Gray Wales)‏ هو رسام أمريكي، ولد في 1865، وتوفي في 1933.